# Museu Nacional dels Drets Civils
El Museu Nacional dels Drets Civils es un museu de Memphis ubicat en el lloc on assassinaren el Dr. Martin Luther King, que recull la lluita pels drets civils als Estats Units d'Amèrica. El Museu pretén treballar per conscienciar i inspirar la participació ciutadana en la lluita pels drets humans.
Compta amb un seguit d'exposicions permanents i temporals, a més de programes educatius adreçats especialment al professorat i als estudiants. A més a més, el Museu Nacional dels Drets Civils concedeix anualment el Premi de la Llibertat, atorgat a les persones el treball de les quals ha incidit en la millora dels drets humans i civils tant en el territori nacional com internacional. Membre de la Coalició Internacional d'Espais de Consciència.
El Museu Nacional dels Drets Civils està ubicat a l'antic Motel Lorraine, on solia allotjar-se el Dr. King. El 1968, amb motiu d'una vaga dels treballadors del sector sanitari, el Dr. King es desplaçà a Memphis per donar-los-hi suport i s'allotjà al Motel Lorraine, on fou assassinat el 4 d'abril d'aquell any. Icona de l'alliberament pacífic de la comunitat afroamericana, el moviment pels drets civil liderat pel Dr. King es caracteritzà per la lluita i resistència pacífica per a l'obtenció de la igualtat de drets. El Museu Nacional dels Drets Civil va ser inaugurat el 4 de juliol de 1991, després d'anys de lluita per a la preservació de l'espai.